# Palmer Lake
Palmer Lake es un pueblo ubicado en el condado de El Paso en el estado estadounidense de Colorado. En el año 2000 tenía una población de 2179 habitantes y una densidad poblacional de 272,4 personas por km².

## Geografía
Palmer Lake se encuentra ubicado en las coordenadas 39°6′48″N 104°54′18″O / 39.11333, -104.90500.

## Demografía
Según la Oficina del Censo en 2000 los ingresos medios por hogar en la localidad eran de $52.340, y los ingresos medios por familia eran $65.074. Los hombres tenían unos ingresos medios de $42.122 frente a los $30.078 para las mujeres. La renta per cápita para la localidad era de $25.505. Alrededor del 6,5% de la población estaba por debajo del umbral de pobreza.